# チチ・パラミダ
チチ・パラミダ（インドネシア語: Cici Paramida、1973年9月7日 - ）はインドネシアのダンドゥット歌手。ジャカルタで生まれた。
ダンドゥットは1970年前後にオルケス・ムラーユ、ロマ・イラマなどによって確立されたインドネシア伝統音楽の発展形。その新たな担い手として1993年にアルバム「RT 5 RW 3」でデビュー。以後多くの作品を発表している。

## ディスコグラフィー

### アルバム
- RT 5 RW 3 (1993)
- Selalu Terdepan (1993)
- Candu Asmara
- Tak Terpisahkan
- Lha... Ini Baru Enak! (1993)
- Galau
- Wulan Merindu
- Kumpulam Terunggul

## ドラマ出演
- Kampung Dangdut (2006)

## テレビ番組
- D Academy (2015-2016)
- D Academy Asia (2015)